# Afrikanische Weichratten
Die Afrikanischen Weichratten (Praomys) sind eine Nagetiergattung aus der Gruppe der Altweltmäuse (Murinae). Die Gattung umfasst 15 Arten.

## Allgemeines
Namensgebendes Merkmal dieser Nagetiere ist das weiche Fell, das je nach Art kurz oder lang sein kann. Seine Färbung variiert an der Oberseite von gelb über rotbraun bis grau, die Unterseite ist weiß, gelb oder hellgrau. Der Körperbau ist schlank, der Kopf zugespitzt und die Ohren sind groß und rundlich. Die Tiere erreichen eine Kopfrumpflänge von 9 bis 14 Zentimetern, der Schwanz misst 11 bis 17 Zentimeter und das Gewicht beträgt 21 bis 57 Gramm.
Afrikanische Weichratten sind in Afrika südlich der Sahara beheimatet, ihr Verbreitungsgebiet erstreckt sich vom Senegal und dem südlichen Sudan bis Angola und Malawi. Ihr Lebensraum sind vorwiegend feuchte Wälder.
Diese Tiere sind nachtaktiv und halten sich zumindest zeitweise auf den Bäumen auf. Sie errichten Blätternester in den Bäumen oder am Boden, manche Arten graben auch kurze Baue. Es sind Allesfresser, die sich von Früchten, Samen und grünen Pflanzenteilen, aber auch von Insekten ernähren.

## Systematik
15 Arten werden unterschieden:
- Praomys daltoni ist im westlichen Afrika weit verbreitet.
- Praomys degraaffi lebt in Uganda, Ruanda und Burundi.
- Praomys derooi kommt von Ghana bis Nigeria vor.
- Praomys hartwigi ist nur von der Region um den Mount Oku in Kamerun bekannt.
- Praomys jacksoni lebt in weiten Teilen des mittleren Afrikas.
- Praomys lukolelae kommt im Kongobecken in der Demokratischen Republik Kongo vor.
- Praomys minor ist ebenfalls nur aus dem Kongobecken bekannt.
- Praomys misonnei lebt im Nordosten der Demokratischen Republik Kongo, in Kenia und Uganda.
- Praomys morio bewohnt Kamerun und die Insel Bioko.
- Praomys mutoni ist nur von einem Gebiet im Norden der Demokratischen Republik Kongo bekannt.
- Praomys obscurus lebt nur im südöstlichen Nigeria.
- Praomys petteri ist von Kamerun bis in die Republik Kongo verbreitet.
- Praomys rostratus kommt in Westafrika von Senegal bis Ghana vor.
- Praomys tullbergi bewohnt weite Teile Westafrikas.
- Praomys verschureni lebt im Norden der Demokratischen Republik Kongo.

Die IUCN listet P. hartwigi, P. morio und P. obscurus als „stark gefährdet“ (endangered), P. degraaffi als „gefährdet“ (vulnerable) und P. delectorum als „gering gefährdet“ (near threatened). Für P. minor, P. mutoni und P. verschureni fehlen genaue Daten, die übrigen Arten sind nicht gefährdet.
Systematisch ist die Gattung Teil der Stenocephalemys-Gruppe.